# Lokossa
Lokossa egy alprefektúra és közösség Beninben, ami a Monói szakasz fővárosa. Lakossága 2002-ben 77 065 fő. Nevének jelentése 'az Iroko fa alatt'. Abomeytől 80 km-re délre fekszik.

## Fordítás
- Ez a szócikk részben vagy egészben  a   Lokossa című angol Wikipédia-szócikk fordításán alapul.  Az eredeti cikk szerkesztőit annak laptörténete sorolja fel. Ez a jelzés csupán a megfogalmazás eredetét és a szerzői jogokat jelzi, nem szolgál a cikkben szereplő információk forrásmegjelöléseként.